# Święty Roch (województwo łódzkie)
Święty Roch – osada w Polsce położona w województwie łódzkim, w powiecie wieruszowskim, w gminie Wieruszów.
W latach 1975–1998 miejscowość należała administracyjnie do województwa kaliskiego.